# Mimi

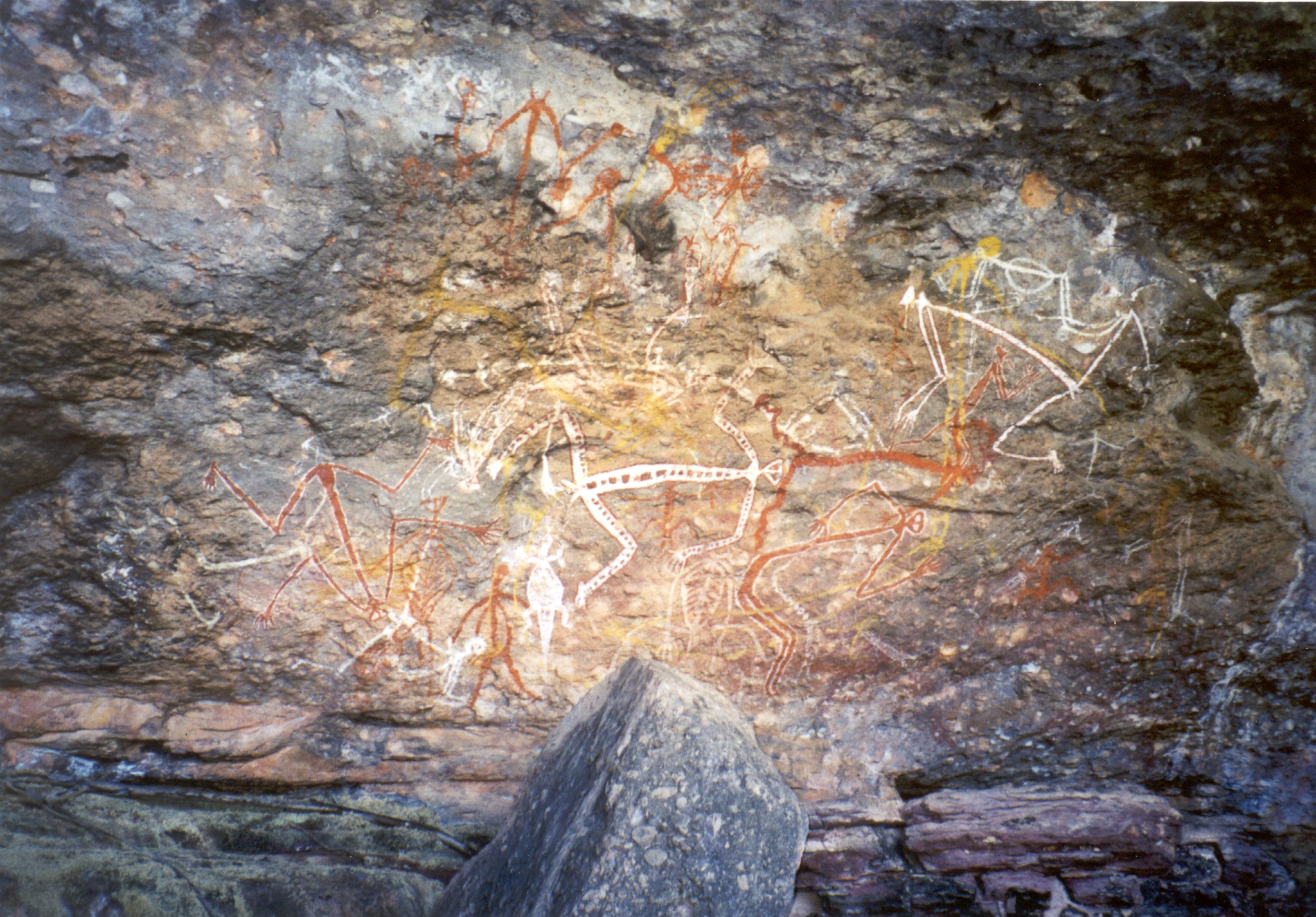
Dotpaintings van mimi's, gemaakt door Australische Aborigines

Mimi's zijn op elfen gelijkende wezens uit folkloristische verhalen van de Aborigines uit het Noord-Australische gebied Arnhemland. Hun lichamen zouden zo uitzonderlijk dun en lang zijn, dat ze zelfs al door een harde windvlaag zouden kunnen breken. Om dit te voorkomen vertoeven zij het grootste deel van hun leven in bergspleten. Volgens de overlevering waren het deze mimi's die de Aborigines hebben geleerd hoe op kangoeroes te jagen en hun vlees te bereiden.